# Comuna Butînî, Sokal
Butînî (în ucraineană Бутини) este o comună în raionul Sokal, regiunea Liov, Ucraina, formată din satele Butînî (reședința), Piddovhe, Prîstan și Șîșakî.

## Demografie
Componența lingvistică a comunei Butînî
     Ucraineană (99,93%)
     Alte limbi (0,07%)
Conform recensământului din 2001, majoritatea populației comunei Butînî era vorbitoare de ucraineană (99,93%), existând în minoritate și vorbitori de alte limbi.